# Tipula sperryana
Tipula sperryana är en tvåvingeart som beskrevs av Alexander 1942. Tipula sperryana ingår i släktet Tipula och familjen storharkrankar. Inga underarter finns listade i Catalogue of Life.